# Benelli

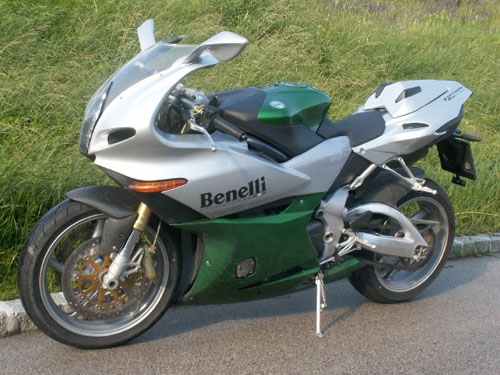
Benelli Tornado Tre de 2003

Benelli é uma companhia motociclística italiana. É a mais antiga companhia motociclista italiana em funcionamento e uma das fábricas de motocicletas em funcionamento mais antigas do mundo, atrás da Harley-Davidson e da Peugeot. Fundada pela família Benelli, atualmente é propriedade de um grupo chinês. Em 1967, Giovanni Benelli, um dos 6 irmãos fundadores da Benelli motos, fundou a Benelli armas, que atualmente é propriedade da Beretta.

## História
A companhia foi fundada em 1911 em Pesaro, Itália pela família Benelli.